# Kaufmannia
Kaufmannia es un género con dos especies de plantas  perteneciente a la familia de las primuláceas.

## Taxonomía
El género fue descrito por Eduard August von Regel y publicado en Trudy Imperatorskago S.-Peterburgskago Botaničeskago Sada 3: 293. 1875. La especie tipo es: Kaufmannia semenovi Regel

## Especies
- Kaufmannia brachyanthera Los.
- Kaufmannia semenovi Regel